# Biff Rydberg

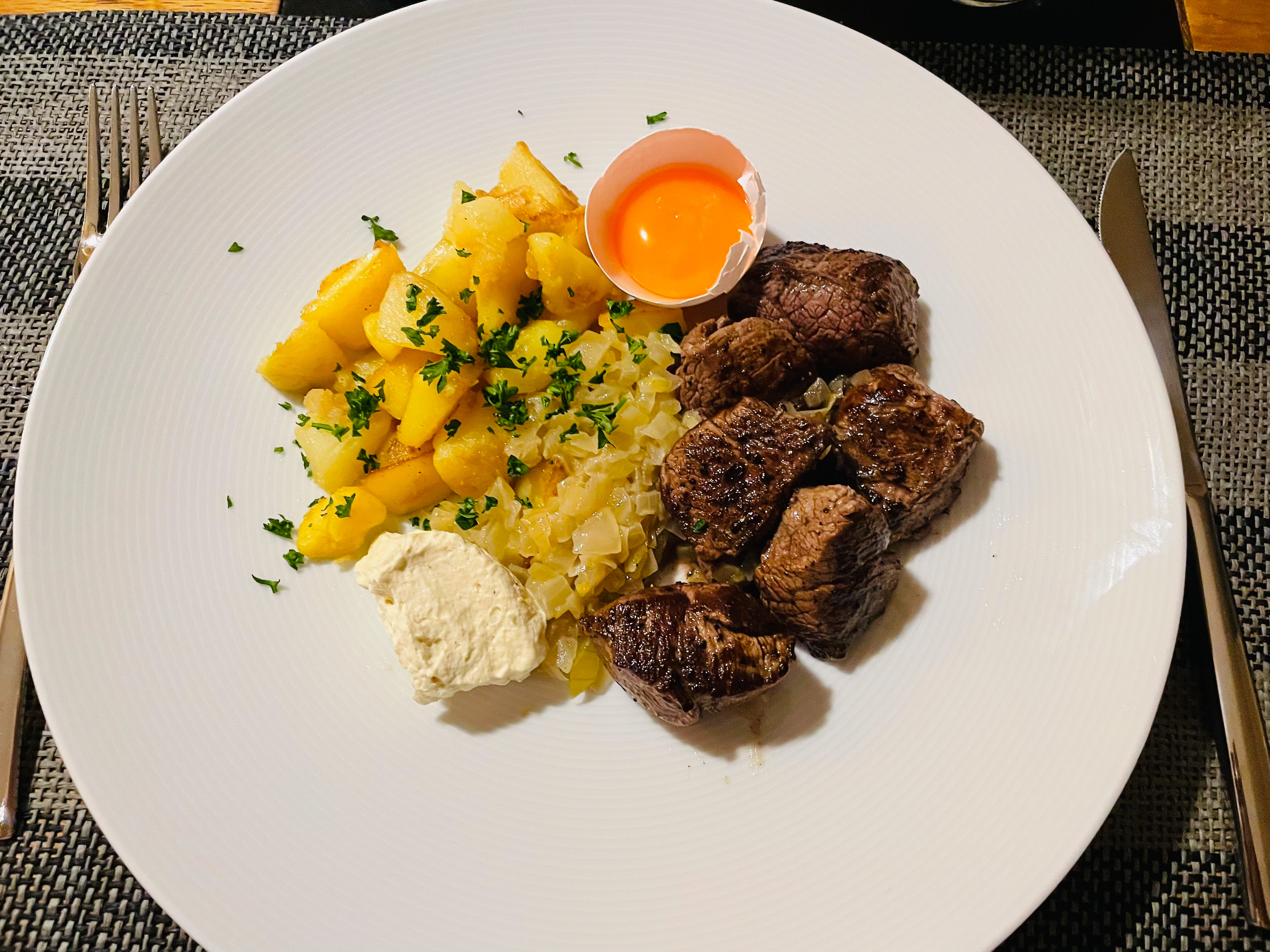
Klassisk Biff Rydberg med tillbehör

Biff Rydberg, eller Biff à la Rydberg,  är en lyxig variant av pyttipanna, med ingredienserna vanligen skurna i något större bitar än denna.

## Ingredienser
I en Biff Rydberg ingår tärnad oxfilé, tärnad, råstekt potatis samt stekt gul lök. Allt läggs upp i separata grupper på tallriken. Serveras vanligen med hackad persilja och en avskild rå äggula.

## Ursprung
Rätten är uppkallad efter Hotell Rydberg i Stockholm, som i sin tur har fått sitt namn efter grosshandlaren Abraham Rydberg som donerade medel för hotellets byggande.

## Biff Greta
Biff Greta är en variant där köttet smaksätts med senap, ofta via en marinad. Rätten härstammar från Stadshotellet i Karlstad, men fanns aldrig på menyn. Den brukade serveras som vickning och är uppkallad efter krögaren Fredrik Odéns hustru Greta. Originalet tillagades ungefär som en omelett med skrapad oxfilé, men på senare tid anses det inte särskilt viktigt.